# Cryptus sepultus
Cryptus sepultus är en stekelart som beskrevs av Meunier 1920. Cryptus sepultus ingår i släktet Cryptus och familjen brokparasitsteklar. Inga underarter finns listade i Catalogue of Life.